# Hexacentrus expansus
Hexacentrus expansus är en insektsart som beskrevs av Wang, Jianfeng och F-m. Shi 2005. Hexacentrus expansus ingår i släktet Hexacentrus och familjen vårtbitare. Inga underarter finns listade i Catalogue of Life.